# Gearhart (Oregon)
Gearhart é uma cidade localizada no estado norte-americano de Oregon, no Condado de Clatsop.

## Demografia
Segundo o censo norte-americano de 2000, a sua população era de 995 habitantes.
Em 2006, foi estimada uma população de 1106, um aumento de 111 (11.2%).

## Geografia
De acordo com o United States Census Bureau tem uma área de
3,2 km², dos quais 3,2 km² cobertos por terra e 0,0 km² cobertos por água. Gearhart localiza-se a aproximadamente 9 m acima do nível do mar.

## Localidades na vizinhança
O diagrama seguinte representa as localidades num raio de 28 km ao redor de Gearhart.